# USS Chicago (CA-29)
O USS Chicago foi um cruzador pesado operado pela Marinha dos Estados Unidos e a quarta embarcação da Classe Northampton, depois do USS Northampton, USS Chester e USS Louisville, e seguido pelo USS Houston e USS Augusta. Sua construção começou em setembro de 1928 no Estaleiro Naval da Ilha Mare na Califórnia e foi lançado ao mar em abril de 1930, sendo comissionado na frota norte-americana em março do ano seguinte. Era armado com uma bateria principal composta por nove canhões de 203 milímetros montados em três torres de artilharia triplas, tinha um deslocamento carregado de mais de onze mil toneladas e alcançava uma velocidade máxima de 32 nós.
O Chicago teve um início de carreira tranquilo e ocupou-se de exercícios de rotina junto com o resto da frota. Os Estados Unidos entraram na Segunda Guerra Mundial no final de 1941 e o navio inicialmente atuou no Sudoeste do Pacífico, participando em maio de 1942 da Batalha do Mar de Coral. A partir de agosto envolveu-se em operações na Campanha de Guadalcanal, incluindo a Batalha da Ilha Savo, quando foi torpedeado por um contratorpedeiro japonês. Foi reparado e voltou para à ação em outubro, continuando em operar em Guadalcanal até janeiro de 1943, quando participou da Batalha da Ilha Rennell. Nesta, foi afundado depois de ser torpedeado quatro vezes por aeronaves japonesas.